# الاشعرية (عفيف)
الاشعرية، هي قرية من فئة (ب) تقع في محافظة عفيف، والتابعة لمنطقة الرياض في السعودية. وتبعد الاشعرية عن محافظة عفيف بمسافة تقارب () كم.